# Cortinarius basililaceus
Cortinarius basililaceus är en svampart som beskrevs av A. Pearson ex P.D. Orton 1984. Cortinarius basililaceus ingår i släktet Cortinarius och familjen spindlingar.   Inga underarter finns listade i Catalogue of Life.